# Aprosthema bifurca
Aprosthema bifurca är en stekelart som först beskrevs av Johann Christoph Friedrich Klug 1834.  Aprosthema bifurca ingår i släktet Aprosthema, och familjen borsthornsteklar. Arten har ej påträffats i Sverige.